# My-My Kind of a Girl
My-My Kind of a Girl è un singolo della band punk Ramones. 
È stato pubblicato nell'album Subterranean Jungle del 1983.

## Storia
La canzone, scritta da Joey Ramone, narra di una storia d'amore fra adolescenti e mostra chiare influenze dalla musica pop.
Si tratta di una canzone senza ombre, al contrario di molte altre della band.
(Joey Ramone)
Joey è stato sempre considerato l'hippy del gruppo, proprio a causa di questa sua passione nel comporre canzoni basate su temi adolescenziali ed influenzate dalla musica pop.

## Formazione
- Joey Ramone - voce
- Johnny Ramone - chitarra
- Dee Dee Ramone - basso
- Marky Ramone - batteria

## Omaggi
La canzone She's Got a Problem dei Fountains of Wayne deriva direttamente da My-My Kind of a Girl.